# Natas (гурт)
Natas (Nation ahead of Time and Space) — американський детройтський реп-гурт.

## Історія
Будучи учнем Осборнської середньої школи, Esham познайомився з Mastamind, який дав послухати йому свій трьох-трековий демо-тейп. Разом з TNT, давнім другом Ішема, вони заснували гурт Natas. Назва гурту є абревіатурою «Nation ahead of Time and Space» (у пер. з англ. Нація попереду часу і простору). Якщо її прочитати задом наперед, то вийде слово «Satan» (у пер. з англ. Сатана). У 1992 р. лейбл Reel Life Productions видав Life After Death, дебютну студійну платівку гурту. Фірма звукозапису та гурт стали предметом скандалу після того, як 17-річний фан помер унаслідок гри в російську рулетку, знаходячись під дією марихуани під час прослуховування Life after Death.
У 2002 р. вийшов альбом Godlike, який посів 35-ту сходинку чарту Top Independent Albums, 45-те місце чарту Top Heatseekers та 56-ту сходинку чарту Top R&B/Hip-Hop Albums. Платівка — єдиний реліз гурту, що потрапив до альбомних хіт-парадів журналу Billboard.
20 грудня 2014 T-N-T загинув в автомобільній аварії у Лас-Вегасі.

## Стиль
Ішем називає стиль гурту «кислотним репом» («ейсід-репом»), порівнюючи лірику з галюцинаціями, спричиненими вживанням ЛСД. Ейсід-реп часто описують як суміш текстів, які характерні для дез-металу, та хіп-хоп бітів. Тексти гурту зосереджені на темах жінок, насилля та впевненості у своїх силах.
Творчість гурту вплинула на Insane Clown Posse, Емінема та Кіда Рока.

## Дискографія

### Студійні альбоми
- Life After Death (1992)
- Blaz4me (1994)
- Doubelievengod (1995)
- Multikillionaire: The Devil's Contract (1997)
- WicketWorldWide.COM (1999)
- Godlike (2002)
- N of tha World (2006)
- FUQERRBDY (2014)

### Мікстейпи
- The Vatican (2009)